# Sammy Oferstadion
Het Sammy Oferstadion (Hebreeuws: אצטדיון סמי עופר), ook bekend als het Haifa Municipal Stadium, is een multifunctioneel stadion in de Israëlische badplaats Haifa. Het is de thuishaven van de voetbalclubs Maccabi Haifa en Hapoel Haifa. Naast voetbalwedstrijden vinden er ook geregeld concerten in het stadion plaats. Het stadion werd geopend in 2014 en herbergt 30.942 toeschouwers.

## Geschiedenis
Op 16 september 2008 werd er groen licht gegeven door de gemeenteraad voor de bouw van een nieuw stadion in Haifa. In augustus 2009 werden plannen van architectenbureau KSS Design Group gepresenteerd. Eind september 2009 werd begonnen met de eerste werkzaamheden, die zouden duren tot 2014. Het stadion is vernoemd naar de Israëlische zakenman en miljardair Sammy Ofer, die 20 miljoen dollar (19% van de totale kosten) doneerde voor de bouw van het stadion. Hij zou de opening van het stadion niet meemaken, omdat hij in 2011 overleed.
De eerste wedstrijd in het stadion was een bekerduel op 27 augustus 2014 tussen Hapoel Haifa en Hapoel Akko die met 2–0 door de thuisclub werd gewonnen. Tosaint Ricketts maakte de eerste goal in het stadion. Het eerste competitietreffen in het stadion werd op 15 september 2014 gespeeld tussen Maccabi en Bnei Sachnin (4–2). Het Israëlisch nationaal elftal speelde in november 2014 ook voor het eerst in dit stadion. Vanaf 2018 vinden er in het Sammy Oferstadion ook concerten plaats.

## Interlandoverzicht
Het Israëlisch nationaal elftal speelt geregeld interlands in het stadion.
| 1                          | 16 november 2014 | Israël – Bosnië en Herz. | 3 – 0 | EK 2016 kwalificatie | 28.300 |
| 2                          | 28 maart 2015    | Israël – Wales           | 0 – 3 | EK 2016 kwalificatie | 30.200 |
| 3                          | 3 september 2015 | Israël – Andorra         | 4 – 0 | EK 2016 kwalificatie | 22.650 |
| 4                          | 5 september 2016 | Israël – Italië          | 1 – 3 | WK 2018 kwalificatie | 29.300 |
| 5                          | 11 juni 2017     | Israël – Albanië         | 0 – 3 | WK 2018 kwalificatie | 15.150 |
| 6                          | 2 september 2017 | Israël – Macedonië       | 0 – 1 | WK 2018 kwalificatie | 11.350 |
| 7                          | 11 oktober 2018  | Israël – Schotland       | 2 – 1 | UEFA Nations League  | 10.234 |
| 8                          | 21 maart 2019    | Israël – Slovenië        | 1 – 1 | EK 2020 kwalificatie | 12.430 |
| 9                          | 24 maart 2019    | Israël – Oostenrijk      | 4 – 2 | EK 2020 kwalificatie | 16.180 |
| 10                         | 11 oktober 2020  | Israël – Tsjechië        | 1 – 2 | UEFA Nations League  | 0      |
| 11                         | 4 september 2021 | Israël – Oostenrijk      | 5 – 2 | WK 2022 kwalificatie | 13.550 |
| 12                         | 2 juni 2022      | Israël – IJsland         | 2 – 2 | UEFA Nations League  | 13.150 |
| Bijgewerkt op 16 juni 2022 |                  |                          |       |                      |        |

## Afbeeldingen

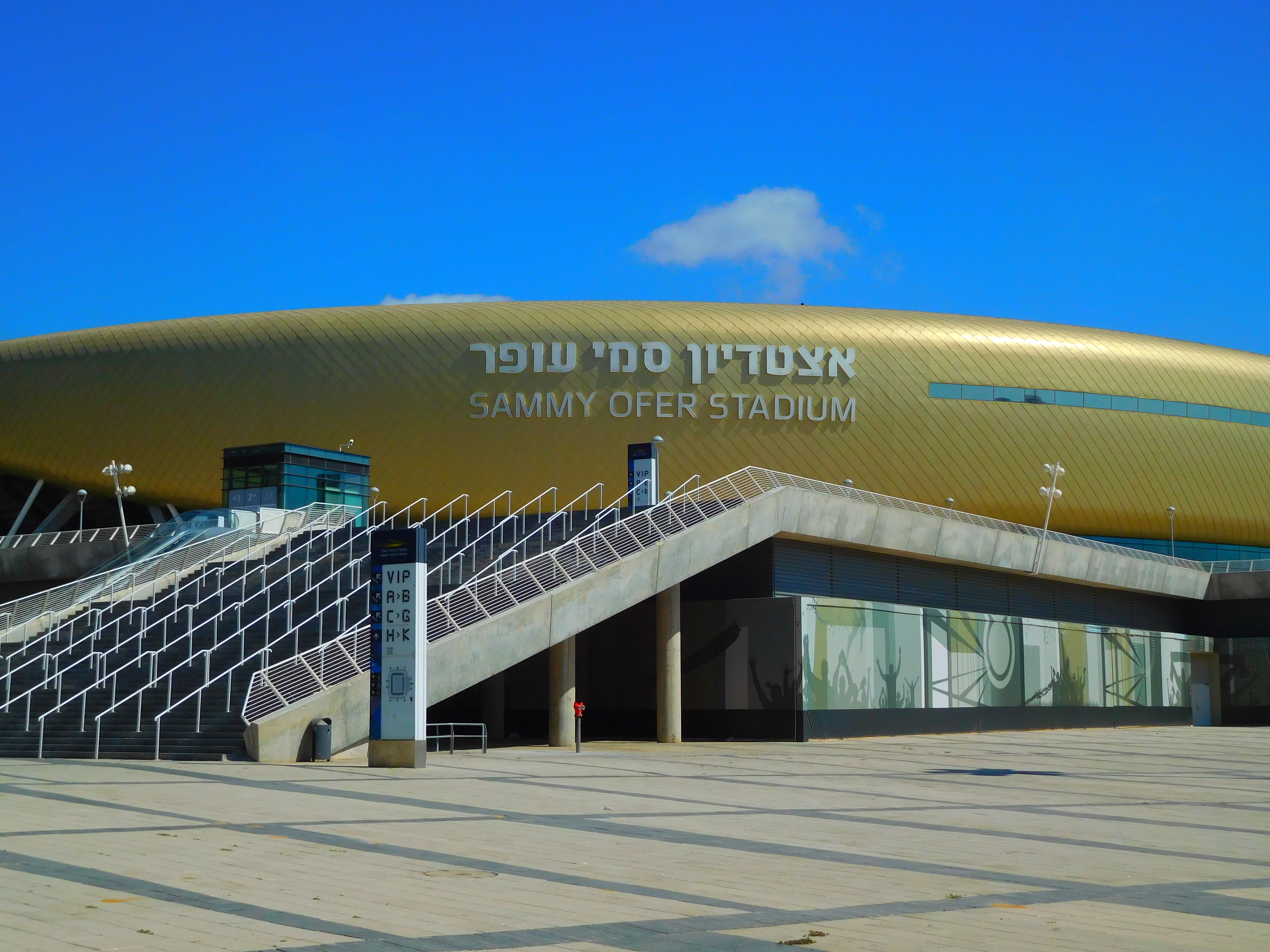
Buitenkant van het stadion
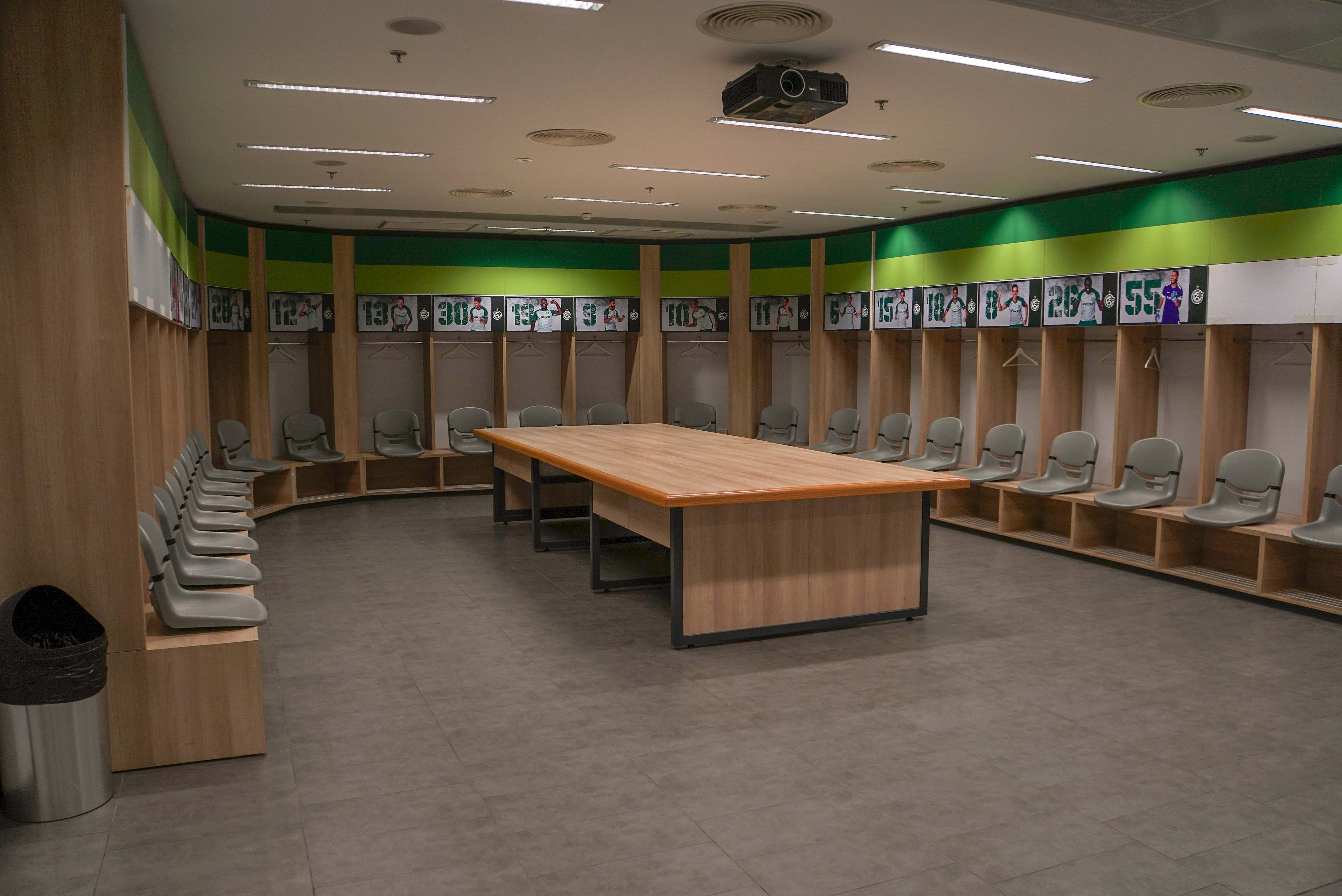
Kleedkamer van Maccabi Haifa
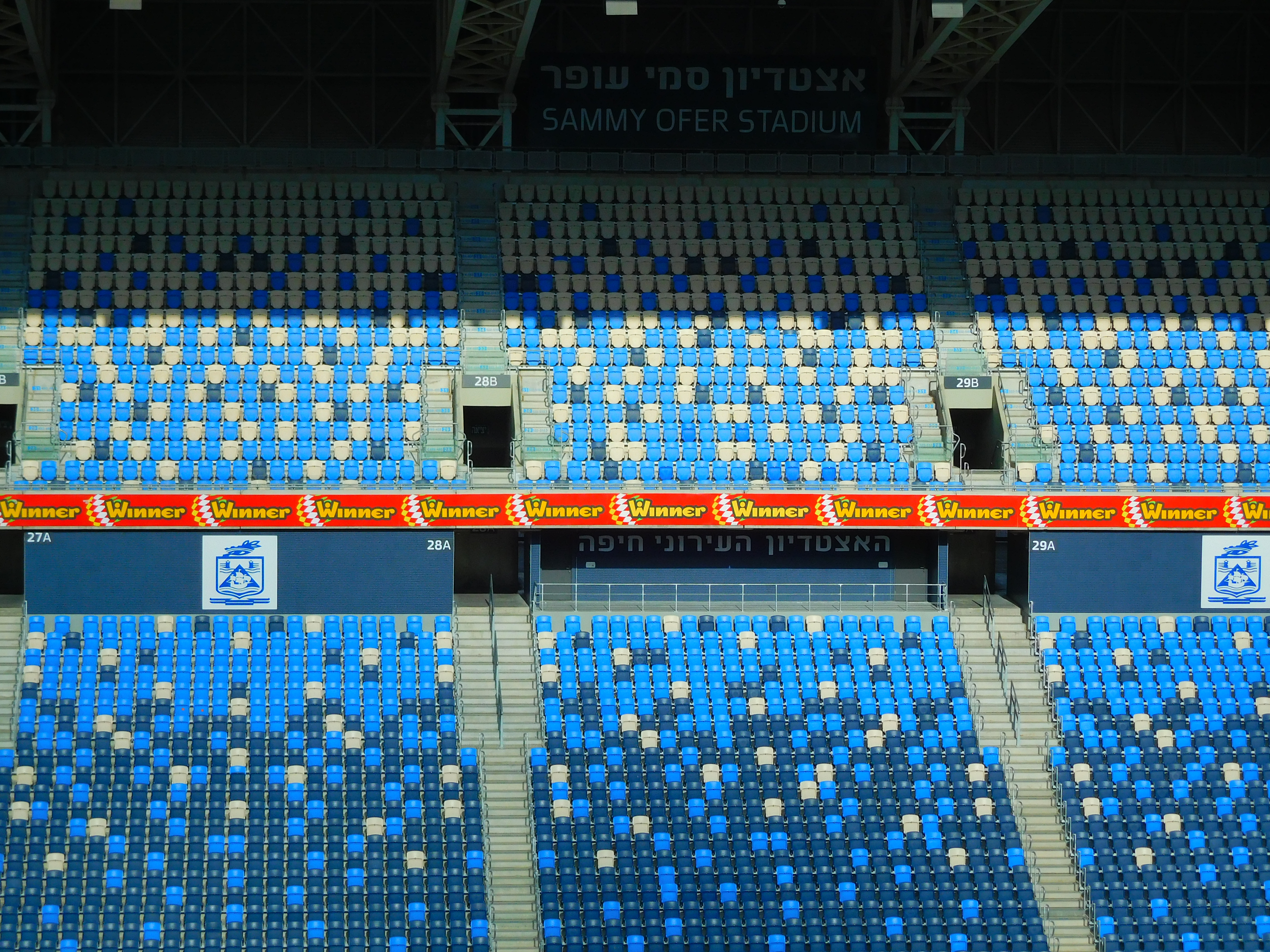
Tribunes